# Plaza de Easo
La plaza de Easo es un espacio público de la ciudad española de San Sebastián.

## Descripción
El título, concedido en septiembre de 1866, lo comparte con una calle; habiéndose identificado —de forma errónea— la antigua ciudad de Oiasso con San Sebastián, el apelativo de «bella Easo» ha sido común a lo largo de los años para referirse a la actual urbe. La plaza, que se encuentra encerrada entre esa calle homónima, la de la Autonomía y la de Amara, aparece descrita en Las calles de San Sebastián (1916) de Serapio Múgica Zufiria con las siguientes palabras:

Plaza de Easo.—Por acuerdo de 12 de Septiembre de 1866, se acordó rotular así la pequeña plazoleta que queda en la vía del mismo nombre, por idénticas razones a las expresadas al hablar de la Calle de Easo. Por las confusiones a que da lugar la identidad de nombres de la Calle y Plaza, se ha tratado muchas veces de variar el nombre de la última, pero ello es que no se ha puesto en práctica todavía aquel proyecto con un acuerdo en firme, y siguen ambas denominándose de igual modo.
(Múgica Zufiria, 1916, p. 163)